# Alpine (Texas)
Alpine è una città e il capoluogo della contea di Brewster, Texas, Stati Uniti. La popolazione era di 6 035 abitanti al censimento del 2020.

## Geografia fisica
Secondo l'Ufficio del censimento degli Stati Uniti, ha una superficie totale di 4,69 mi² (12,15 km²).
Si trova 42 km ad est di Marfa, 42 km a sud di Fort Davis, 35 km ad ovest di Marathon, 106 km a sud-ovest di Fort Stockton e 130 km a nord di Terlingua.

## Società
Secondo il censimento del 2010, la popolazione era di 5 905 abitanti, passati a 6 035 nel 2020.

### Etnie e minoranze straniere
Secondo il censimento del 2010, la composizione etnica della città era formata dall'85,39% di bianchi, l'1,44% di afroamericani, l'1,15% di nativi americani, lo 0,85% di asiatici, lo 0,03% di oceaniani, il 7,86% di altre etnie, e il 3,29% di due o più etnie. Ispanici o latinos di qualunque etnia erano il 51,18% della popolazione.